# Nöggerathita-(Ce)
La nöggerathita-(Ce) és un mineral de la classe dels òxids. El nom arrel es dona en memòria de Johann Jacob Nöggerath (Bonn, 10 d'octubre de 1788 - Bonn, 13 de setembre de 1877), un destacat mineralogista i geòleg alemany. Des de 1818 J. J. Nöggerath va ser professor de mineralogia i geologia a la Universitat de Bonn, i entre les seves publicacions hi ha una descripció geològica de la regió paleovolcànica del llac Laach.

## Característiques
La nöggerathita-(Ce) és un òxid de fórmula química (Ce,Ca)₂Zr₂(Nb,Ti)(Ti,Nb)₂Fe2+O14. Va ser aprovada com a espècie vàlida per l'Associació Mineralògica Internacional l'any 2018, sent publicada per primera vegada el mateix any. Cristal·litza en el sistema ortoròmbic. La seva duresa a l'escala de Mohs és 5,5.
L'exemplar que va servir per a determinar l'espècie, el que es coneix com a material tipus, es troba conservat a les col·leccions del Museu Mineralògic Fersmann, de l'Acadèmia de Ciències de Rússia, a Moscou (Rússia), amb el número de registre: 5123/1.

## Formació i jaciments
Va ser descoberta a les pedreres In den Dellen, situades a Mendig, dins el districte de Mayen-Koblenz (Renània-Palatinat, Alemanya). També ha estat descrita a Kixtim (óblast de Txeliàbinsk, Rússia) i a l'àrea del llac Baikal (óblast d'Irkutsk, Rússia). Aquests tres indrets són els únics de tot el planeta on ha estat descrita aquesta espècie mineral.